# Pachycephala olivacea
El silbador oliváceo (Pachycephala olivacea) es una especie de ave paseriforme de la familia Pachycephalidae nativa del sureste de Australia. Puede ser confundido con la hembra del silbador dorado.
Los adultos miden unos 18–20 cm de largo, y su plumaje es color verde oliva amarronado con la garganta con pintas blancas. El macho posee cabeza gris, pecho gris pálido y vientre y extremidades rojizas. La hembra no posee el tono rojizo, y sus partes inferiores son marrones. Las patas, pico y ojos de ambos sexos son negro-amarronado. y posiblemente sea el más musical de todos los silbadores.
El silbador oliváceo se encuentra en la cadena McPherson en el sudeste de Queensland, en Nueva Gales del Sur y Victoria y el sudeste de Australia Meridional, la isla Flinders, la isla King y Tasmania. Su hábitat son principalmente los bosques húmedos, y los bosques de hayas antárticas (Nothofagus moorei) en la zona norte de Nueva Gales del Sur. No es una especie común, está considerada una especie bajo preocupación menor en la lista de IUCN, aunque vulnerable en Nueva Gales del Sur a causa de la fragmentación de su hábitat y los gatos salvajes y zorros. Es predominantemente insectívora.

## Subespecies
Se reconocen las siguientes según IOC:
- P. o. macphersoniana: este de Australia.
- P. o. olivacea: sudeste de Australia.
- P. o. bathychroa: Victoria.
- P. o. apatetes: Tasmania y las islas del estrecho de Bass.
- P. o. hesperus: sur de Australia.